# Iglesias (España)
Iglesias es una localidad y un municipio de España situados en la provincia de Burgos, en la comunidad autónoma de Castilla y León. Pertenece al partido judicial de Burgos y se encuentra en la comarca de Odra-Pisuerga. Cuenta con una población de 141 habitantes (INE 2024).
En 2015, en la aprobación por la Unesco de la ampliación del Camino de Santiago en España a «Caminos de Santiago de Compostela: Camino francés y Caminos del Norte de España», España envió como documentación un «Inventario Retrospectivo - Elementos Asociados» (Retrospective Inventory - Associated Components) en el que en el n.º 1172 figura la localidad de Iglesias, con un ámbito de elementos asociados.

## Toponimia
El nombre de Iglesias proviene del latín ecclesia y este del griego antiguo ekklesia (εκκλησια) 'asamblea'. Este término fue resignificado como un templo cristiano por Pablo de Tarso en sus Epístolas paulinas. Este es un topónimo parlante que recuerda la existencia de los numerosos templos que había en su término municipal: llegó a contar con hasta cinco ermitas y dos iglesias en junto con el monasterio-albergue de San Bol, ubicado a la vera del Camino de Santiago. Hasta llegar al actual topónimo de Iglesias recibió los nombres de «Eglesias», «Ygleffias» e «Yglesias».

## Símbolos

### Escudo
El escudo heráldico municipal fue aprobado el 28 de diciembre de 1995 y publicado en el Boletín Oficial de Castilla y León el 22 de enero de 1996. Su descripción es la siguiente:

Escudo partido. Primero de azur con dos iglesias de plata, puestas en palo. Segundo, de plata con seis roeles de azur, puestos en dos palos. Timbrado de la Corona Real Española.

### Bandera
La bandera fue aprobada y publicada al mismo tiempo que el escudo y presenta la siguiente descripción:

Bandera cuadrada, de proporción 1:1, de color blanco con una cruz azul, y brochante a su centro el escudo municipal en sus colores.

## Geografía

### Ubicación
El término municipal de Iglesias que abarca una superficie de 34,54 km², está situado al centro-oeste de la provincia de Burgos, en la comarca de Odra-Pisuerga. Pertenece al partido judicial de Burgos y a la Mancomunidad de Pueblos de la Vecindad de Burgos. Su territorio está representado en la hoja MTN50 (escala 1:50 000) 237 del Mapa Topográfico Nacional.
| Noroeste: Hontanas y Castellanos de Castro | Norte: Sasamón e Isar | Nordeste: Hornillos del Camino |
| Oeste: Villaquirán de la Puebla            |                       | Este: Estépar                  |
| Suroeste: Los Balbases                     | Sur: Tamarón          | Sureste: Estépar               |

### Orografía

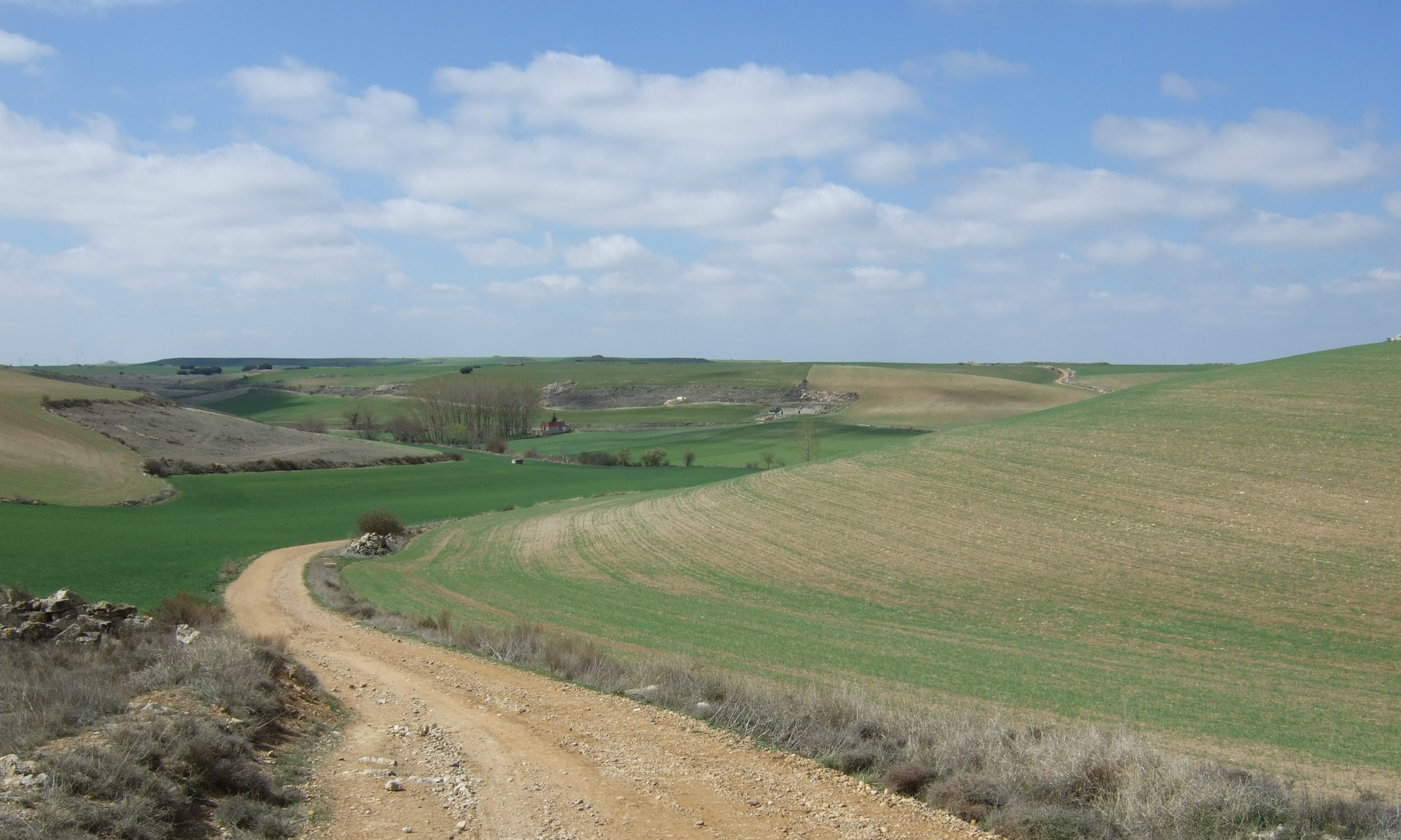
Bajada a San Bol

El municipio se encuentra en la zona centro-oeste de la provincia de Burgos, que se caracteriza por un terreno predominantemente formado por numerosos páramos separados entre sí por valles de pindias pendientes como el valle del arroyo de Penilla y en menor medida el valle del arroyo de la Garzona. El núcleo poblacional de Iglesias se encuentra a una altitud de 844 m s. n. m., mientras que la altitud del municipio oscila entre el punto más alto situado en la parte noroeste del municipio —en el entorno del vértice geodésico de Muro (955 m s. n. m.)—, y el más bajo situado al sur del municipio a 830 m s. n. m., junto al cauce del arroyo de Penilla. A nivel general, Iglesias forma parte de la cuenca del Duero, depresión de origen terciario colmatada por materiales continentales que posteriormente fueron erosionados y recubiertos por sedimentos cuaternarios.

### Hidrografía
El término de Iglesias se encuentra en la cuenca hidrográfica del Duero, cuyos cursos fluviales, a nivel general, se caracterizan por la irregularidad de su caudal, con estiajes en época estival y crecidas en otoño e invierno debido a la lluvia. Concretamente el municipio es atravesado por varios arroyos de pequeña y mediana entidad como el arroyo de Penillas o San Bol, que es el que atraviesa el pueblo mismamente; el arroyo de la Garzona; el arroyo de Fuente Val o el arroyo del Valle del Espinar. Las aguas de todos ellos acaban confluyendo con el río Arlanzón, ya aguas abajo del término de Iglesias.

## Historia
Hay escasos registros sobre Iglesias anteriores al siglo XIV d. C. Su nombre aparece por primera vez citado hacia 1250 por el padre Enrique Flórez en su obra "España sagrada" como "Eglesias", entre los pueblos que tributaban al obispado de Burgos. Durante durante los siglos siglo IX d. C. y siglo X d. C. su historia debió estar ligada a la de los condados de Muñó y de Castrojeriz en cuyos límites territoriales se encontraba.

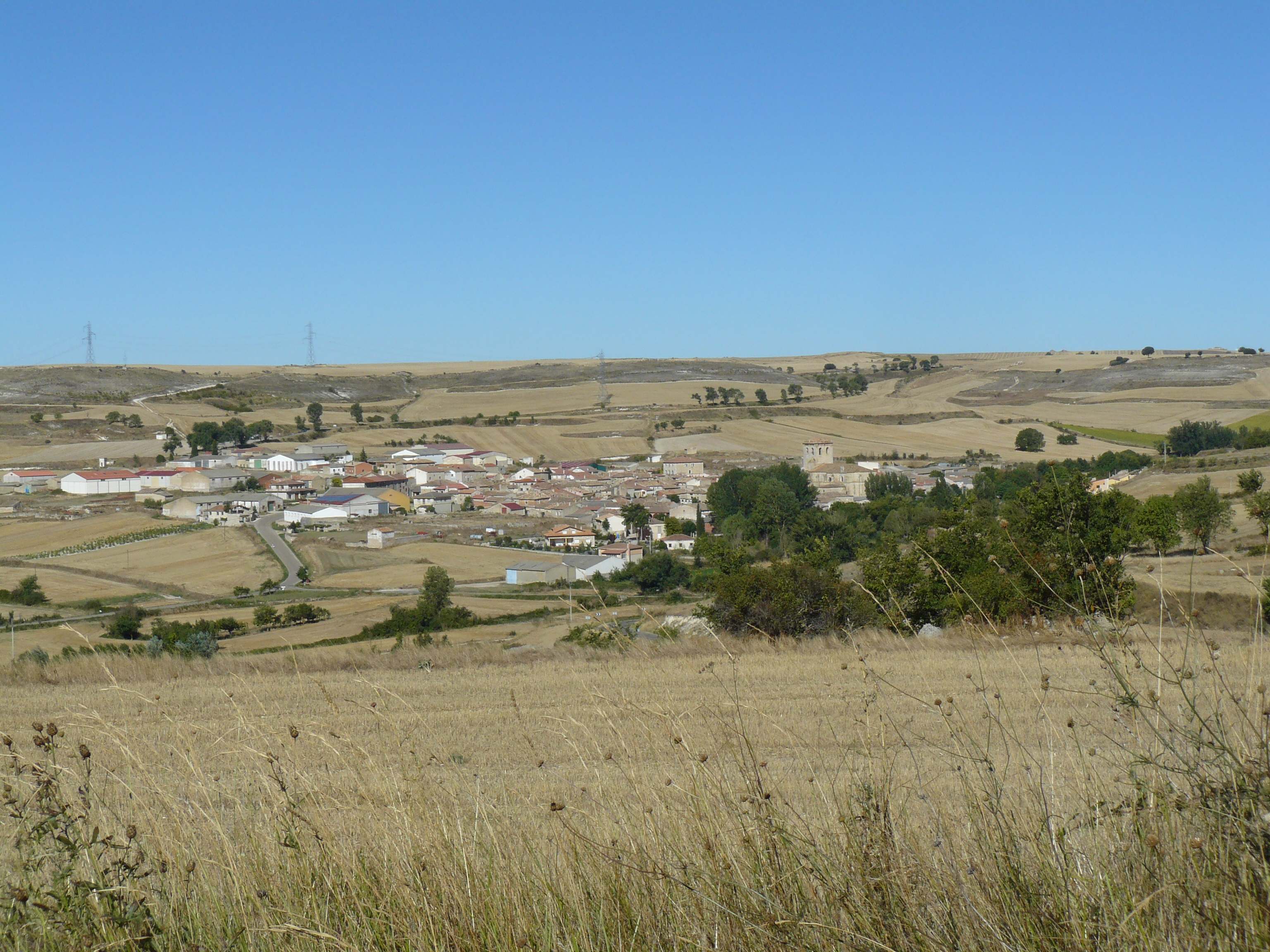
Paisaje en los alrededores de Iglesias

Durante la Edad Media Iglesias incorporó a su jurisdicción dos pueblos hoy desaparecidos, La Nuez y San Boal o San Bol, ambos muy próximos ambos al Camino de Santiago. La Nuez aparece ya citado en el año 1079 dentro del alfoz de Castrojeriz, así como en el Libro Becerro de las Behetrías de 1352, donde consta que dependía de la encomienda sanjuanista de San Bartolomé, localizada en Puente Fitero, en el término de Itero de la Vega ya en la provincia de Palencia. En cambio San Bol, dependía del monasterio de San Antón de Castrojeriz, quedando despoblado en torno a 1476, año en que su iglesia fue incorporada con sus rentas al monasterio de San Pedro de Cardeña. Actualmente todavía queda un paraje con el nombre de San Bol, donde se levanta un moderno albergue de peregrinos y una fuente de piedra en la que se incorporaron algunos sillares románicos aprovechados de una edificación anterior. En el año 1666 el entonces lugar de Iglesias, junto con los de Tamarón, Vilviestre y Celada del Camino, fue enajenado por la corona a favor de Antonio Fernández de Castro y de la Moneda, marqués de Villacampo y caballero de la Orden de Santiago: señorío que heredaron sus sucesores hasta que las Cortes abolieron el régimen señorial en el año 1812.
La iglesia parroquial de San Baudelio, convertida después en ermita, se conservó al menos hasta 1819 en que una visita pastoral consignó su estado ruinoso.Aparte de estos despoblados se conservaban a mediados del siglo XIX cinco ermitas que cita Madoz: San Miguel del Páramo, Nuestra Señora de Bustillos o San Pedro de Bustillos, Santa Centola, Santa Cruz y Santa Eulalia. Hoy sólo se conservan la de Santa Centola y la de Santa Cruz, ubicada junto al cementerio de la localidad.
Así se describe a Iglesias, en el tomo IX del Diccionario geográfico-estadístico-histórico de España y sus posesiones de Ultramar, obra impulsada por el ministro de Hacienda Pascual Madoz a mediados del siglo XIX:

v. con ayunt . en la provincia , dióc. , audiencia terr. y ciudad g. de Burgos (5 l e g . ) , partido judicial de Castrojeriz ( 2 ) S I T . cn el fondo de un valle , donde goza de CLIMA templado y pro- I pensó á fiebres gástricas , siendo el viento N. el que reina con ! mas frecuencia, t i e n e 130 CASAS con la municipal; una escue- | la de primeras letras concurrida por~50 alumnos de ambos 5 sexos, y dotada con 37 fan. de t r i g o ; 2 fuentes dentro de la < p o b l . , cuyas aguas son de mediana calidad ; una iglesia parr San Martin), servida por un cura párroco, 2 beneficiados eneros , un rae lio racionero y un sacristán; y por último 5 ermitas en el término bajo las advocaciones de Sta. Cenlola, Sta. Cruz, Ntra. Sra. de Bustillos, San Bol y San Miguel, esta última que se encuentra en el desp. de su nombre, dista 1 leg. de la v. y es la que se halla mas lejos de todas. Confina el TERM. N. Hornillos del Camino; E. Hontanas; S. Villaguiran de la Puebla, y O. Celada del Camino compréndelos desp. de San Bol, La Nuez, San Pedro y San Miguel. El TERRENO es de mediana calidad, y tiene 2 montes poco poblados, conocidos con los nombres de La Nuez y la Dehesa, CAMINOS ademas délos locales hay el que llaman de los Peregrinos que dirige de Burgos á Galicia pasando por los dos primeros de dichos desp. PROD. trigo, cebada, centeno , yeros , lentejas y ganado lanar, J N D .  la agrícola, POBL. 120 v e c , 401 almas
CAP. PROD. L.581,300 reales IMP.  155,238. CONTR. 14,216 reales
24 mreales El PRESUPUESTO MUNICIPAL asciende á 12,000 r s . , y se cubre por repartimiento vecinal
Diccionario geográfico-estadístico-histórico de España y sus posesiones de Ultramar

A lo largo del siglo XIX d. C. y la primera mitad del XX d. C.la población se mantuvo estable en torno a los 600 habitantes. Sin embargo, y al igual que ocurrió en el resto de España, Iglesias sufrió las consecuencias del éxodo rural hacia las ciudades, principalmente Burgos, Bilbao y Madrid, en busca de nuevas oportunidades de trabajo perdiendo casi 350 habitantes entre 1950 y 1981.

## Demografía
Iglesias cuenta con una población de 141 habitantes (INE 2024) de los que 76 son varones y 68 son mujeres.  La densidad de población es de 4,17 hab/km².  La población estacional máxima ronda las 300 personas.
| Gráfica de evolución demográfica de Iglesias entre 1842 y 2021                                                        |
| |
| Población de derecho según los censos de población del INE. Población de hecho según los censos de población del INE. |

## Monumentos y lugares de interés
- Iglesia parroquial de San Martín Obispo, perteneciente al Arcipestrazgo de Amaya, archidiócesis de Burgos.[12]

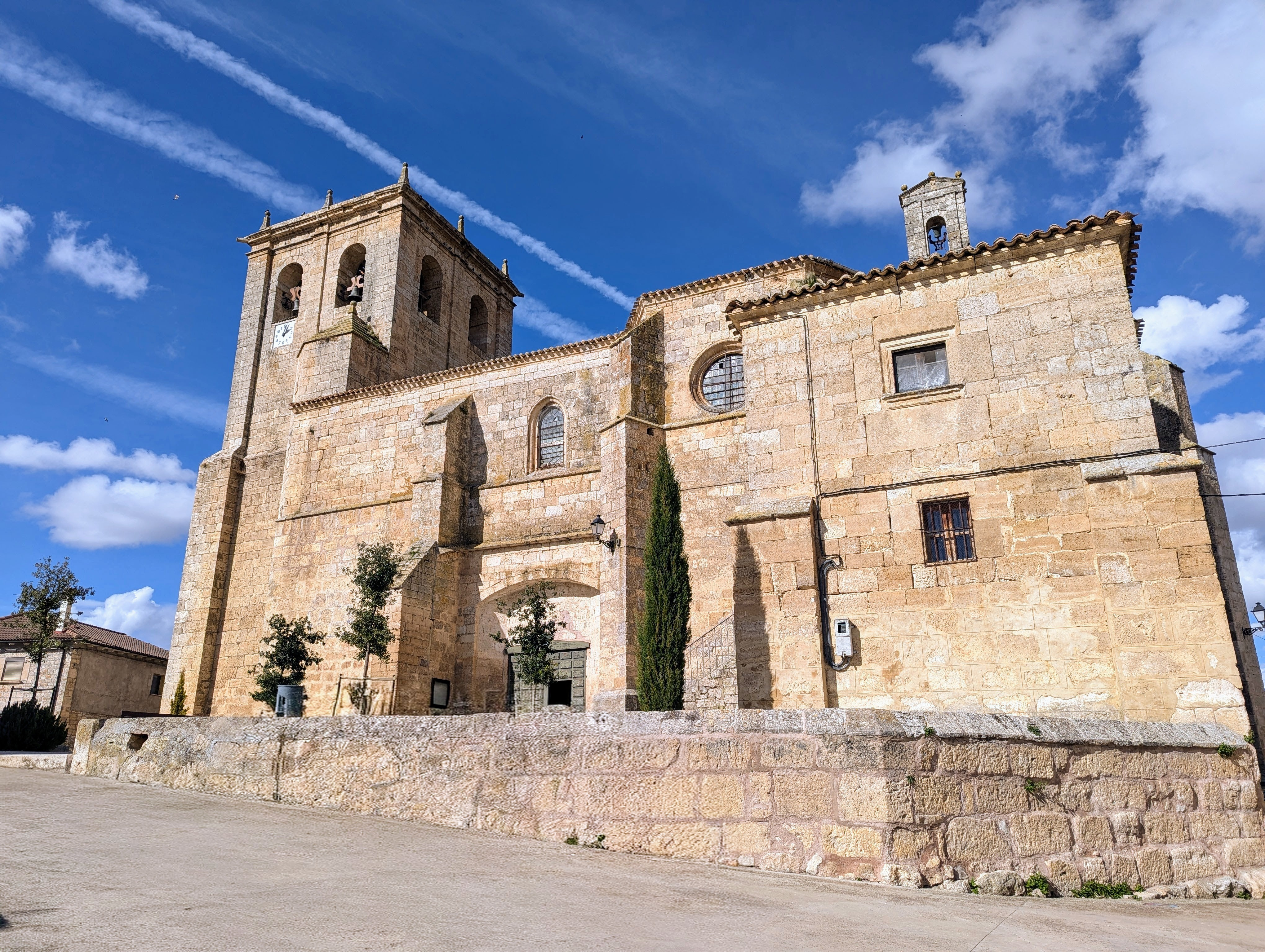
Fachada de la iglesia

Esta iglesia dedicada a San Martín Obispo se encuentra en el centro del pueblo, es de buena fábrica y de estilo renacentista con tres naves, bóvedas, nervaduras y claves de piedra. El ábside es poligonal, lo mismo que las naves. Tiene añadida a la cabecera una dependencia de dos plantas, la inferior dedicada a sacristía y la superior a la que fuera residencia del organista. La portada es de arco rebajado. Tiene, además, otra portada bajo la torre, clasicista, de medio punto, con arcos, molduras, pilastrones y friso liso, bajo un tejadillo. La torre es cuadrada con pilastrones hasta el tejado, molduras en alero, gárgolas de cañón y remate en pináculos-bolas con ocho huecos y varias campanas, tiene además un campanillo en una pequeña espadaña en el ábside. La pila es gótica, poligonal, lisa, con base cónica. El retablo mayor es barroco, de Fernando Peña y Francisco A. Munar. En otro clasicista hay un hermoso Calvario gótico completo. Y unas buenas tablas. Tiene también un órgano neoclásico. En la sacristía se encuentran diversos objetos de gran valor histórico y artístico: un calendario de misas, una talla de madera de la Virgen, vestimentas del cura junto con varios cuadros, de motivos religiosos y mobiliario.

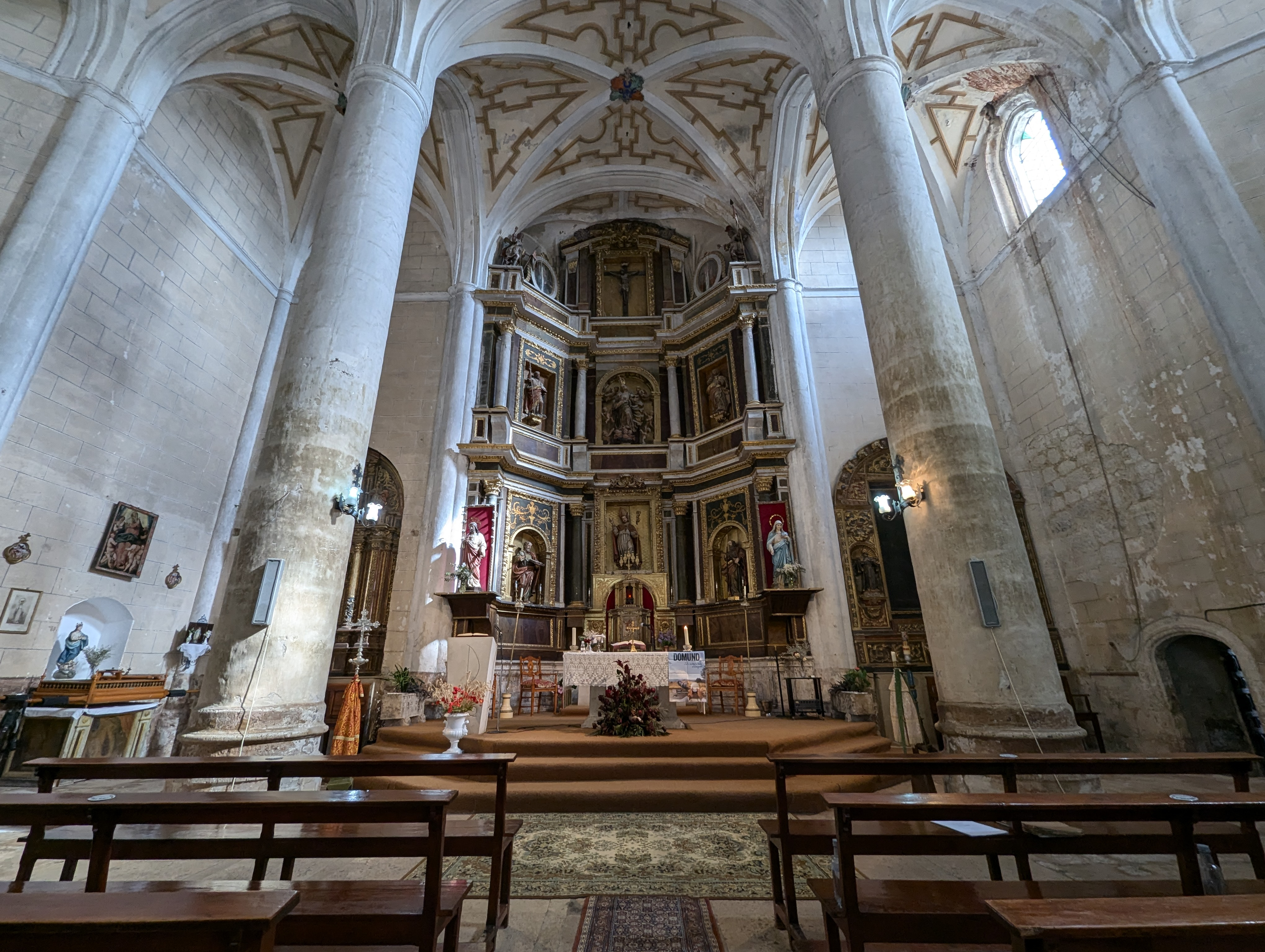
Retablo mayor
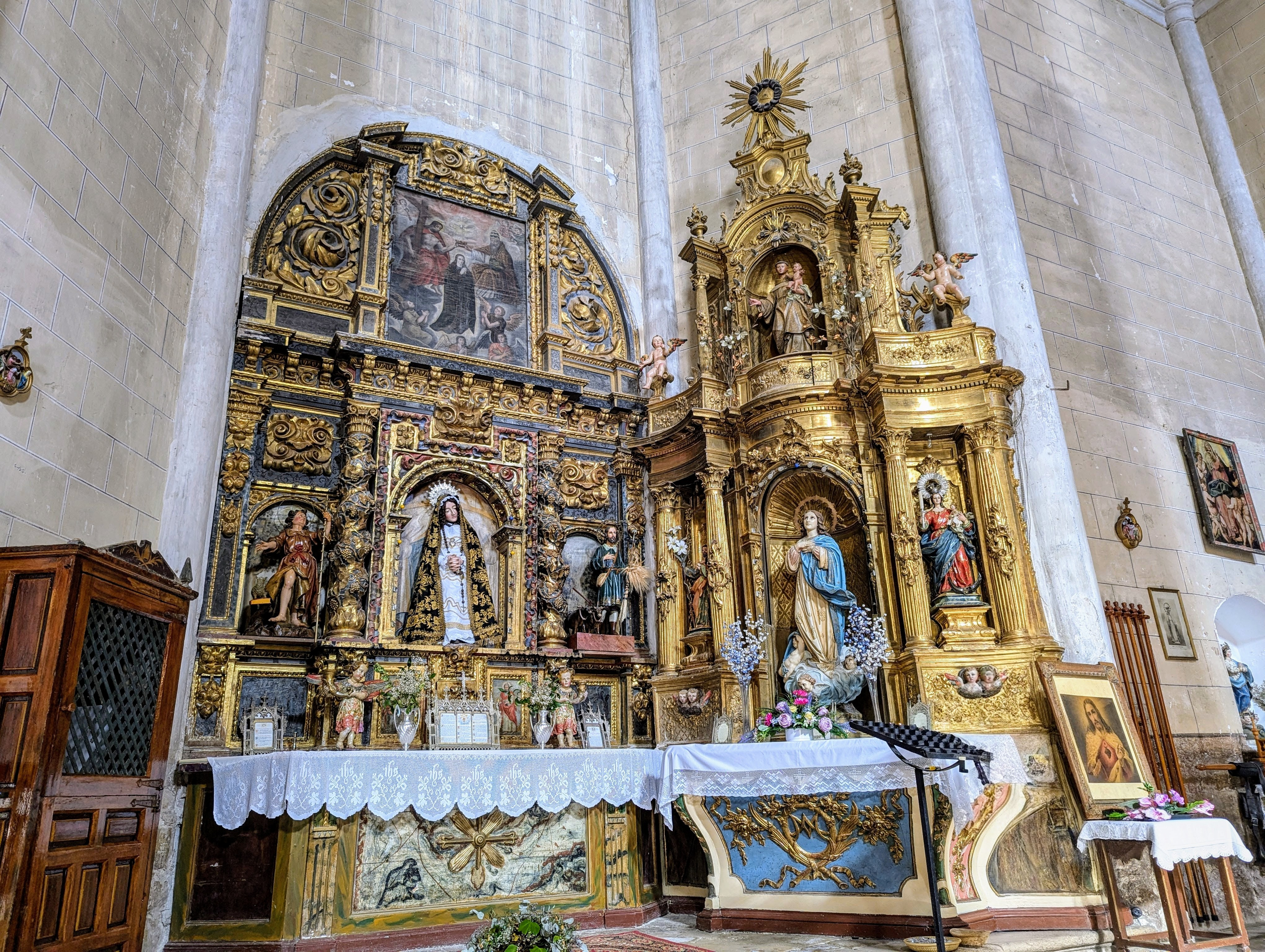
Retablo lateral izquierdo
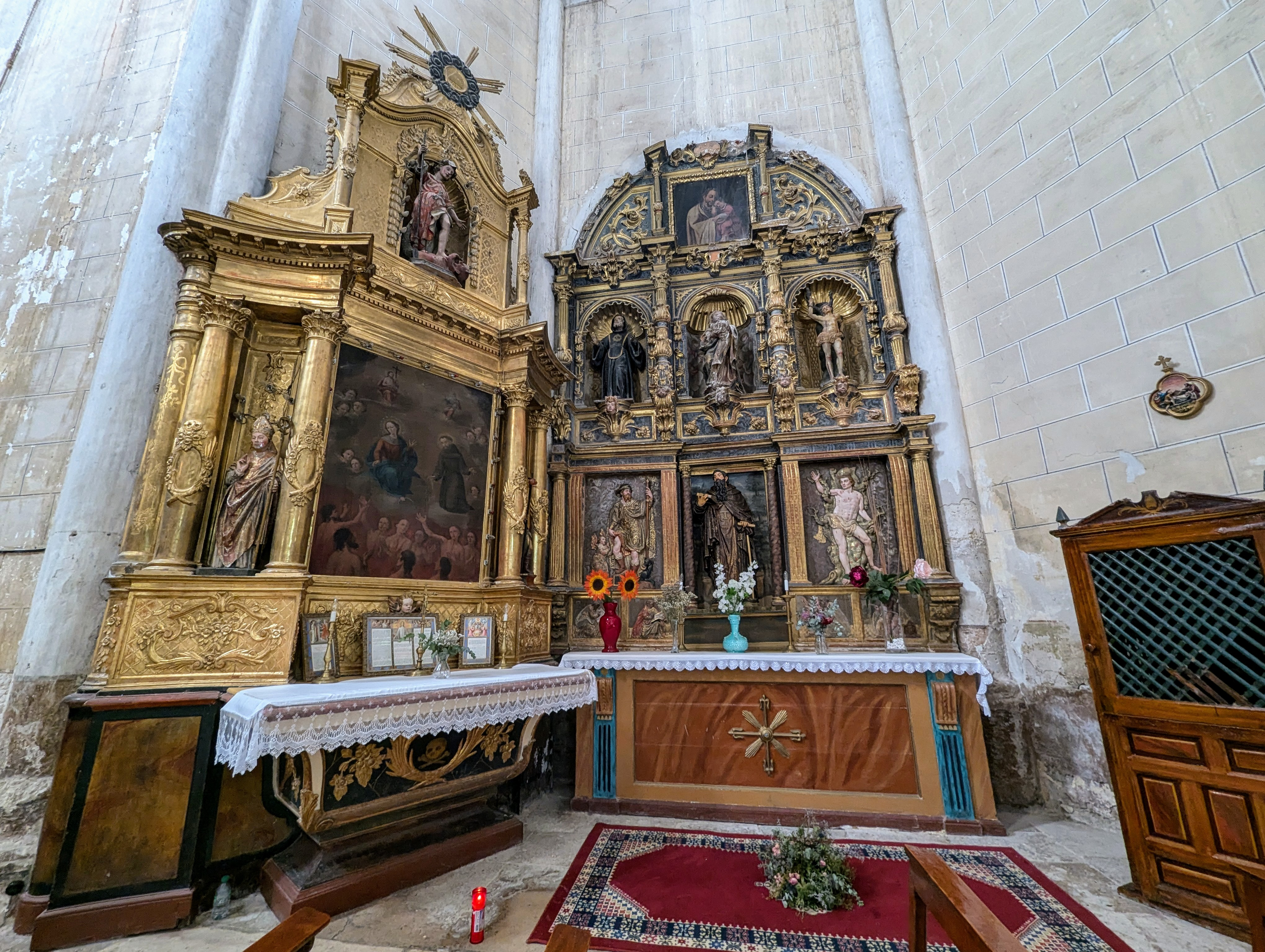
Retablo lateral derecho
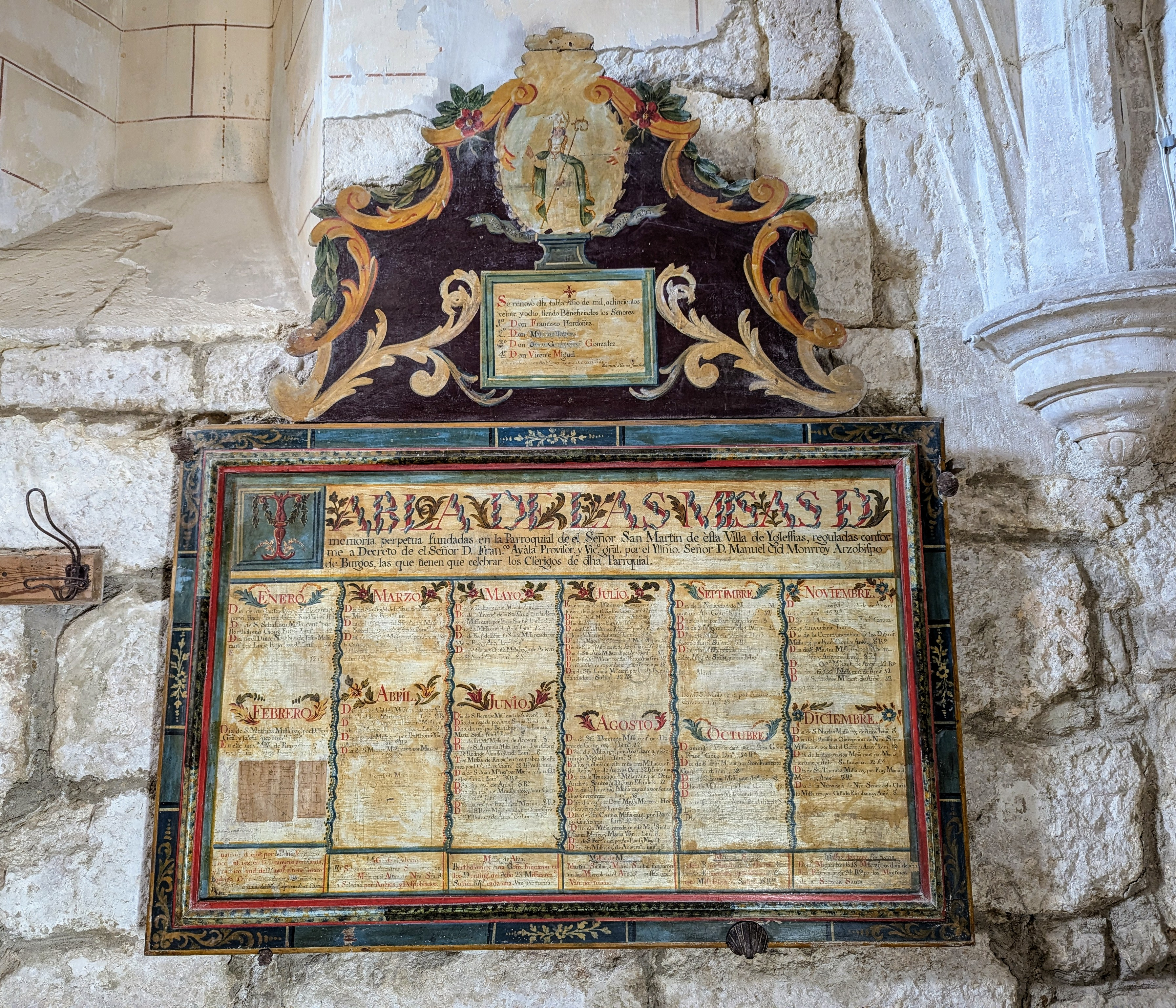
Calendario misas (siglo XIX)

- Ermita de Santa Centola, perteneciente al Arcipestrazgo de Amaya, diócesis de Burgos.[12]

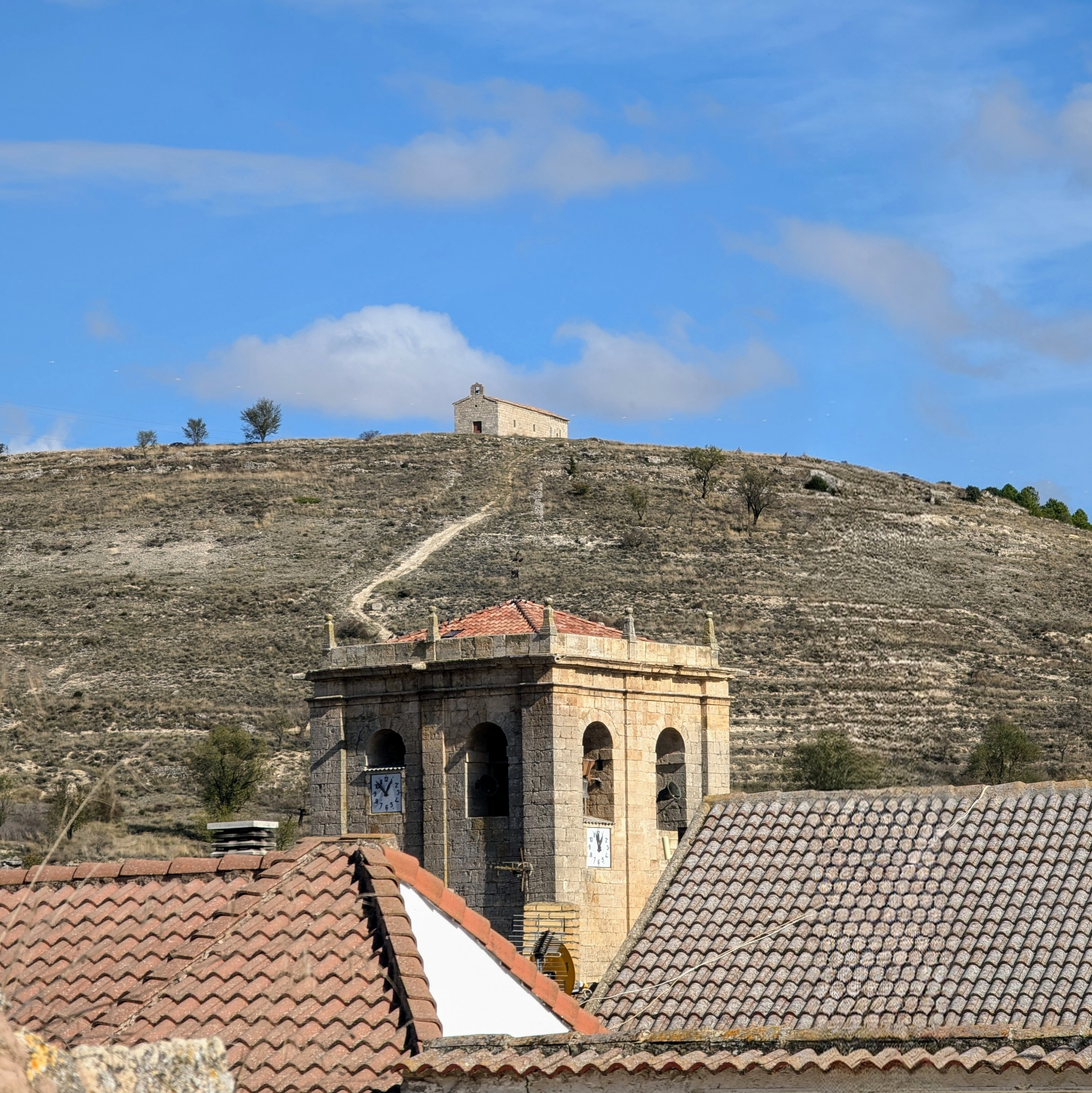
La torre de la iglesia y la ermita en lontananza

Esta ermita dedicada a Santa Centola se encuentra en lo alto de Carrepáramo, un cerro situado al nordeste de la población. Probablemente fue edificada a finales del siglo XII d. C. La ermita tiene una sola nave de construcción posterior, diferenciada claramente del ábside cuadrangular románico, todo él realizado en una sillería de piedra caliza porosa, muy abundante por la zona y de regular factura. Jalonan los muros de la cabecera cuatro contrafuertes de mediana altura, dos hacia la mitad del muro y otros dos marcando la separación con la nave. a. En el interior, el testero dispone un arcosolio que alberga las tallas góticas del Cristo de los Buenos Temporales y de Santa Centola. Actualmente el culto se reduce al día de San Isidro Labrador, cuando las gentes de Iglesias suben con el santo en procesión hasta la ermita para celebrar allí la misa, y otro día de finales de agosto o principios de septiembre, como “acción de gracias” por las cosechas.
- Museo Etnográfico, ubicado en el antiguo matadero de Iglesias.

El antiguo matadero se ha reconvertido en una sala cultural donde se conservan varios aperos antiguos tradicionales de la zona que dejan entrever las costumbres de este pequeño pueblo de Burgos. Sobre sus paredes se pueden ver fotografías de la zona que ilustran perfectamente el pueblo y su evolución a lo largo de los años.
Otros lugares de interés en Iglesias son: Los despoblados de San Bol y La Nuez del Páramo situados al margen del Camino de Santiago y que en su momento fueron habitados por órdenes religiosas encargadas de proteger y dar servicio a los peregrinos que transitaban por dicho camino. San Miguel del Páramo, considerado como yacimiento arqueológico pendiente de explotar y que tiene sus orígenes en el medievo. La ermita de la Santa Cruz, ubicada dentro del cementerio.